# La Cañada de Urdaneta (khu tự quản)
La Cañada de Urdaneta là một khu tự quản thuộc bang Zulia, Venezuela. Thủ phủ của khu tự quản La Cañada de Urdaneta đóng tại Concepción. Khự tự quản La Cañada de Urdaneta có diện tích 2073 km2, dân số theo điều tra dân số ngày 21 tháng 10 năm 2001 là 61525 người.